# Veronica Andréasson
Veronica Lena Andréasson (folkbokförd Andreasson), född 6 mars 1981 i Varbergs församling i Hallands län, är en svensk tävlingscyklist. Hon bor numera i Besano i Italien och är sambo med tävlingscyklisten Gustav Larsson.

## Biografi

### De tidiga åren
Under gymnasietiden var det ridning hon höll på med, men i sjuttonårsåldern började hon med mountainbike och året efter satsade hon fullt på cykling och började även med landsvägscykel; ponnyn såldes.

### 1999
Året Andréasson fyllde nitton presterade hon många goda resultat som damjunior:
- 1:a Cross country djun SM
- 1:a Mtb tempo djun SM
- 1:a Sverige Cupen totalt djun mtb
- 2:a Linje djun SM
- 8:a Hoffalize, världscup mtb
- 12:a Mtb EM
- 15:e Mtb VM
- 21:a Linje VM

### 2000
- 1:a Hammarörundan, lvg

### 2001
- 1:a Sverige Cupen totalt, lvg
- 1:a Södertäljeloppet, Cup deltävling, lvg
- 1:a Stockholms 4-dagars totalt, lvg

### 2002 - proffskarriären börjar
2002 var året då Veronica Andréasson blev proffscyklist i det holländska stallet Team Powerplate Bik men redan året därefter skrev hon på för det italienska stallet Team Bianchi-Aliverti som byttes bort mot Team Safi pasta Zara Manhattan inför säsongen 2006.

### 2007 - olyckan
Andréasson skulle köra för Team BIGLA som hon var kontrakterad med under 2007, men mitt under uppladdningen för VM i Stuttgart blev Andréasson påkörd av en bilist i en allvarlig olycka.. Olyckan förstörde hennes hela säsong 2007.

### 2008 - tillbaka igen
Under 2008 kom Veronica Andréasson tillbaks till cyklingen efter olyckan 2007 och fick en 1:a placering i Rund um Schönaich. Året efter blev det en ny första placering i Köln-Schuld Frechen och en andra plats i andra etappen på Ladies Tour of Qatar. 
2011 körde Andréasson för Lotto Honda Team och gjorde en fotosession The sensual cycle calendar.